# Conostigmus gestroi
Conostigmus gestroi is een vliesvleugelig insect uit de familie van de Megaspilidae. De wetenschappelijke naam van de soort is voor het eerst geldig gepubliceerd in 1907 door Kieffer.